# Ꝑ
Cette page contient des caractères spéciaux ou non latins. S’ils s’affichent mal (▯, ?, etc.), consultez la page d’aide Unicode.
Ne doit pas être confondu avec le P barré (Ᵽ)
Ꝑ (minuscule ꝑ), appelé P barré à travers la descendante ou à travers le jambage inférieur est une lettre additionnelle de l’alphabet latin qui était utilisée comme abréviation dans l’écriture du latin. Elle est formée d’un P diacrité par une barre inscrite horizontale à travers son jambage inférieur. Si cette barre traverse son fût ou contrepoinçon, on parle de P barré, ‹ Ᵽ, ᵽ ›.
Ꝑ ne doit pas être confondu avec ₽, symbole du rouble russe.

## Utilisation
Le P barré à travers la descendante est utilisé au cours du Moyen Âge dans des textes latins, ou en langue romanes, comme abréviation pour per, par, por. Il est aussi utilisé en cornique comme abréviation pour pri.
Le ꝑ a été utilisé dans Beltrán 1746, Pimentel 1862-1865, de Rosny 1875, Zavala 1896, Palma et Palma 1901, et par Karl Hermann Berendt (en) notamment dans Berendt 1869 ou Berendt 1872 pour l’écriture des langues mayas,,.
Le ꝑ a aussi été utilisé comme symbole phonétique pour représenter une consonne fricative bilabiale sourde [ɸ], par exemple par Arlene Agnew et Evelyn G. Pike dans une description des phonèmes du witoto publiée en 1953.

## Représentations informatiques
Cette lettre peut être représentée avec les caractères Unicode suivants :
| formes    | représentations | chaînes de caractères | points de code | descriptions                                             |
| --------- | --------------- | --------------------- | -------------- | -------------------------------------------------------- |
| capitale  | Ꝑ               | Ꝑ                     | U+A750         | lettre majuscule latine p barré à travers la descendante |
| minuscule | ꝑ               | ꝑ                     | U+A751         | lettre minuscule latine p barré à travers la descendante |